# Telefongesellschaft
Als Telefongesellschaft (offizielle Bezeichnung in der Schweiz: Fernmeldedienstanbieter) werden umgangssprachlich Telekommunikationsunternehmen bezeichnet, die sowohl Netzbetreiber als auch Mobilfunkanbieter sind und ausschließlich oder überwiegend Telefonie anbieten.

## Allgemeines
Vor der Liberalisierung und Privatisierung der Telekommunikation wurden beide Geschäftsbereiche in den meisten Staaten als Parafisci durch Staatsmonopole betrieben. Staatsmonopole waren oder sind meist gesetzlich geregelt, können aber auch entstehen, wenn andere Anbieter kein Interesse am Vertrieb eines Produktes oder einer Dienstleistung haben, der Marktpreis hierfür  unterhalb der Preisuntergrenze liegt oder nicht konkurrenzfähig wären. Staatsmonopole wurden zum Ausgangspunkt des Rechts des öffentlichen Unternehmens. Die Deutsche Telekom hat nach wie vor marktbeherrschende Stellung, vor allem in den Ortsnetzen und im Analogbereich abseits der Ballungsräume; es handelt sich auch hierbei nicht um ein echtes Monopol, da die Telekom zwar größter, aber nicht mehr einziger Anbieter im Telekommunikationsmarkt ist.
Häufig sind Telefongesellschaften entweder auf das Festnetz oder den Mobilfunk (man nennt sie dann Mobilfunkgesellschaften) spezialisiert. Die angebotenen Dienste umfassen heute neben dem klassischen Sprachdienst, der Telefonie, auch die Bereitstellung von Datenfernübertragungsmöglichkeiten, Fax und den Anschluss ans Internet. Durch die Kombination mit dem Internet entstand das Produkt IP-Telefonie.
Durch die Konvergenz der Zugangsnetze hin zu einem Next Generation Network treten neben den klassischen Festnetz- und Mobilfunkanbietern auch Internet Service Provider, Kabelgesellschaften und VoIP-Provider zunehmend als Anbieter für Sprachtelefonie und damit als Telefongesellschaften auf.

## Deutschsprachiger Raum
Im Folgenden werden Telefongesellschaften im deutschsprachigen Raum – einschließlich Tochtergesellschaften internationaler Firmen – mit ausschließlicher Tätigkeit im jeweiligen Nationalgebiet aufgelistet.

### Deutschland
| - Deutsche Telekom - Telefónica Deutschland Holding - Vodafone (inklusive Unitymedia) - United Internet (1&1 Versatel) - Tele Columbus (Pÿur) - EnBW Telekommunikation GmbH | - 3U Telecom - EWE Tel - Freenet Group - M-net - Dolphin Telecom - Ecotel | - HSE Medianet - sipkom - TEFONIX UG - TelemaxX Telekommunikation GmbH - Teleport GmbH - OnePhone | - Avaya - VSE NET - Telcat Multicom - wilhelm.tel - NetAachen - NetCologne |

### Österreich
- Telekom Austria
- IPAustria
- Orange Austria
- UPC Austria

### Schweiz
- Sunrise Communications
- Swisscom
- WilliTel
- UPC Schweiz
- Tele4u
- Grischanet

### International
Internationale Unternehmen mit länderübergreifender Tätigkeit, die im deutschsprachigen Raum unter internationalem Markennamen tätig sind:
| - Colt Technology Services - euNetworks | - Orange - Tele2 | - Vodafone Group - Liberty Global (Marken sind meist erkennbar an dem Lotusblüten-Logo) |

## Übriges Europa
- France Télécom
- Bouygues Telecom
- Telecom Italia
- BT Group, ehemals British Telecom, UK
- Colt Technology Services, ehemals COLT Telecom, Luxemburg
- Telekomunikacja Polska, Polen
- Proximus, Belgien
- KPN, Niederlande
- Magyar Telekom, Ungarn
- Portugal Telecom, Portugal
- Slovak Telekom, Slowakei
- Telekom Slovenije, Slowenien
- Telekom Srbija, Serbien
- T-Hrvatski Telekom, Kroatien
- BH Telecom, Bosnien und Herzegowina

## Außereuropäischer Raum
Ägypten
- Orascom Telecom

China
- China Telecom

Kasachstan
- KazakhTelecom

Namibia
- Telecom Namibia

Russland
- CenterTelekom
- North-West Telecom
- Rostelekom
- Sibirtelekom

Saudi-Arabien
- Saudi Telecom

Somalia
- NationLink Telecom

Südkorea
- SK Telecom

Türkei
- Türk Telekom

USA
- Dangaard Telecom, siehe Brightpoint
- AT&T